# 로버트 2세
로버트 2세(Robert II, 1316년 3월 2일 ~ 1390년 4월 19일)는 1371년 - 1390년 사이 스코틀랜드 왕국의 왕이다. 스튜어트가 최초의 군주로 제6대 스코틀랜드 대궁내관 월터 스튜어트와 마저리 브루스(로버트 1세의 딸) 사이에 태어났다.
로버트 1세 브루스의 남동생 에드워드 브루스가 정당한 왕위 계승자였으나 1318년 12월 3일 에드워드가 아일랜드 둔달크 근교의 전투에 참여 중에 죽었다. 에드워드는 자식이 없었다. 한편 로버트 1세의 딸 마저리는 1317년 이전에 낙마 사고로 죽었다. 스코틀랜드 의회는 마저리의 어린 아들 로버트 스튜어트를 추정상속인으로 정했으나 1324년 3월 5일 로버트 1세가 둘째부인 엘리자베스 드 버러와의 사이에 아들 데이비드 브루스를 낳으면서 로버트 스튜어트의 계승권은 폐기되었다. 1326년 4월 9일 아버지가 죽자 로버트는 스코틀랜드 왕국 대궁내관 자리를 물려받았고, 같은 해 의회는 데이비드 왕자가 자식 없이 죽을 경우 로버트 스튜어트가 계승자라고 선언했다. 1329년 로버트 1세가 죽고 6세의 데이비드가 데이비드 2세로 즉위했고, 스코틀랜드의 수호자들이 모레이 백작 토머스 랜돌프를 섭정으로 정했다.
브루스 1세 이전의 왕이었던 존 발리올의 아들 에드워드 발리올이 스코틀랜드를 침공하여 1332년 8월 11일 더플린 습지 전투, 1333년 7월 19일 할리돈 고지 전투에서 브루스 왕조 군을 패퇴시켰다. 로버트는 할리돈 고지 전투에 참여했는데, 이때 그의 삼촌이며 전대 스코틀랜드의 수호자였던 제임스 스튜어트는 이 전투에서 사망했다. 패전 이후 발리올은 로버트의 서부 영지를 몰수해 자신의 지지자인 데이비드 3세 스르태스보기에게 수여했다. 로버트는 덤바튼 성으로 후퇴하여 외삼촌 데이비드 2세에게 합류했다. 1334년 5월 데이비드 2세는 로버트 스튜어트와 제3대 모레이 백작 존 랜돌프를 왕국의 공동 수호자로 임명하고 나라를 빠져나가 프랑스에 망명했다. 랜돌프가 1335년 7월 잉글랜드군에게 붙잡히면서 랜돌프의 영지를 로버트가 취했다. 찬탈자 발리올과 잉글랜드 왕 에드워드 3세의 협공을 받게 되자 로버트는 발리올에게 항복했다. 에드워드 3세는 로버트의 스코틀랜드의 수호자직을 박탈하고 앤드루 머레이 경이 그 자리에 임명되었다. 1338년 머레이가 죽자 로버트가 다시 수호자가 되었고, 데이비드 2세가 1341년 6월 망명을 끝내고 귀국할 때까지 그 자리를 유지했다. 로버트는 1346년 10월 17일 네빌스크로스 전투에서 데이비드 2세의 편을 들어 참전했으나 마치 백작 패트릭 5세와 함께 도주했고 데이비드 2세는 잉글랜드군의 포로로 잡혔다. 1357년 10월, 데이비드 2세는 보석금 100,000 마르크를 향후 10년간 할부 하기로 약속하고 풀려났다.
로버트는 엘리자베스 뮤어와 1348년경 결혼하여 4남 5녀를 낳았다. 1355년 유페미아 드 로스와 재혼하여 2남 2녀를 낳았다. 1363년 로버트는 데이비드 2세에 항거하는 반란에 가담했으나 왕위계승권이 위협받자 데이비드 2세에게 항복했다. 1364년 데이비드 2세는 자신이 자식 없이 죽을 경우 잉글랜드의 플랜태저넷 가에게 스코틀랜드 왕위를 넘기는 대신 보석금 잔금을 탕감하는 안을 의회에 제안했다. 의회는 이를 기각했고 1371년 데이비드 2세가 갑자기 죽자 로버트 스튜어트가 55세의 나이로 왕위를 계승했다.
로버트 2세가 즉위한 시점에서 여전히 잉글랜드군이 로디언과 국경 지방의 상당 부분을 점령하고 있었다. 로버트 2세는 남부 백작들에게 잉글랜드와 싸워 영지를 되찾을 것을 허하고 잉글랜드와 무역을 중단하는 한편 프랑스와 조약을 갱신했다. 1384년 스코틀랜드는 대부분의 남부 땅을 되찾았지만 잉글랜드와 프랑스가 평화회담을 시작하자 마지못해 전쟁을 중단해야 했다. 1384년 쿠데타가 일어나 로버트 2세는 나라의 통제권을 잃었다. 권력은 로버트 2세의 장남인 캐릭 백작 존 스튜어트(후의 로버트 3세)에게 넘어갔다가 1388년 존의 동생인 파이프 영주 월터 스튜어트에게 넘어갔다. 로버트 2세는 1390년 둔도널드 성에서 죽고 스코네 수도원에 묻혔다. 왕위는 캐릭 백작 존이 물려받아 로버트 3세로 즉위했다.